# Фишер, Шарлотта Фроезе
Шарлотта Фроезе Фишер (англ. Charlotte Froese Fischer; 21 сентября 1929, Правдовка, Константиновский район, Донецкая область, УССР, СССР — 8 февраля 2024) — американский и канадский прикладной математик. Получила мировое признание за разработку и внедрение мультиконфигурационного самосогласованного поля в расчёты структуры атомов и для её теоретического прогноза существования отрицательного иона кальция. За последнее достижение, она была принята в члены Американского физического общества.

## Биография
Родилась 21 сентября 1929 года в селе Правдовка (бывшая Николаевка), УССР. Родители Шарлотты эмигрировали в Германию в 1929 году. После нескольких месяцев пребывания в лагере для беженцев семья иммигрировала в Канаду, где они обосновались в городе Чилливак.
Шарлотта Фишер получила степень бакалавра, с отличием, по математике и химии, и степень магистра в области прикладной математики в Университете Британской Колумбии в 1952 и 1954 годах, соответственно. Затем защитила кандидатскую диссертацию по прикладной математике и вычислительной технике в Кембриджском университете в 1957 году, продолжая совместные работы по квантовой теории с Полем Дираком. Так же она работала под руководством Дугласа Хартри, которому помогала в программировании электронной вычислительной машины EDSAC для расчётов атомной структуры.
С 1957 по 1968 год работала на математическом факультете Университета Британской Колумбии, где внесла в учебный план численный анализ и компьютерные курсы, а также способствовала формированию кафедры компьютерных наук.
В 1963—1964 годах работала в обсерватории Гарвардского колледжа, где продолжила исследования по расчётам атомной структуры. В Гарварде она была первой женщиной-учёным, которая была награждена стипендией Альфреда Слоуна.
В 1991 году она стала членом Американского физического общества, за её вклад в открытие отрицательного иона кальция. В 1995 году она была избрана членом Королевского физиографического общества в Лунде, в 2004 году — иностранным членом Литовской Академии наук, а в 2015 году стала Почётным доктором по техническим наукам в Университете Мальме, Швеция.
Умерла 8 февраля 2024 года.

## Наследие
Является автором более 300 научных статей по вычислительной теории атомов. В настоящее время она является профессором кафедры информатики в Университете Вандербильта и учёным лаборатории атомной спектроскопии NIST.